# Eusandalum alfierii
Eusandalum alfierii är en stekelart som först beskrevs av Bolivar y Pieltain 1925.  Eusandalum alfierii ingår i släktet Eusandalum och familjen hoppglanssteklar. Inga underarter finns listade i Catalogue of Life.